# John Williams (militare)
John Williams, in origine John Fielding (Abergavenny, 24 maggio 1857 – Llantarnam, 25 novembre 1932), è stato un militare britannico, premiato con la Victoria Cross.

## Biografia
Di origini gallesi, il suo vero cognome era Fielding, ma quando si arruolò nell'esercito britannico nel 1877 lo cambiò in Williams. Stanziato in Sudafrica, partecipò nel 1879 alla guerra anglo-zulu: facente parte della guarnigione di Rorke's Drift, si distinse durante la conseguente difesa di Rorke's Drift contro i guerrieri zulu, quando col soldato Alfred Henry Hook contribuì a salvare la maggior parte dei pazienti allora ricoverati nel locale ospedale, in fiamme e sul punto di essere espugnato dai nemici.
Rientrato in Europa, per il suo eroismo ricevette la Victoria Cross, la più alta onorificenza militare britannica, mentre sostava a Gibilterra. Andato poi di stanza in India, vi rimase fino al 1883, per poi passare alla riserva. Allo scoppio della prima guerra mondiale divenne ufficiale reclutatore a Brecon, venendo poi congedato col grado di sergente alla fine del conflitto.
Morì nel 1932, ultimo degli undici uomini premiati con la Victoria Cross per la difesa di Rorke's Drift. Nel film Zulu, che rievoca la battaglia di Rorke's Drift, è interpretato dall'attore Peter Gill.